# Cabañas Raras
Cabañas Raras è un comune spagnolo di 1 302 abitanti situato nella comunità autonoma di Castiglia e León.